# Fridays for Hubraum
 (mars 2020).

Fridays for Hubraum (littéralement "vendredis pour les cylindrées") est un groupe Facebook privé originaire d'Allemagne qui s'engage pour le transport automobile individuel (voitures automobiles, motocyclettes, scooters, etc.) en particulier avec moteurs à combustion interne, se positionnant ainsi aux antipodes du mouvement écologiste Fridays for Future,. Dans une interview, l'initiateur du groupe relativise le consensus scientifique selon lequel le changement climatique est causé par l'Homme, mais il a aussi pris ses distances par rapport aux positions de droite qui pouvaient apparaître dans les commentaires et qui se sont vues supprimées.

## Historique
Le groupe a été fondé le 22 septembre 2019 par le mécanicien automobile et tuner automobile Christopher Grau sur le réseau social Facebook,. Selon ses propres déclarations, il s'agissait à l'origine d'une "blague", qui a rapidement trouvé beaucoup d'intérêt à travers de nouvelles inscriptions. Deux jours après sa création, le groupe avait déjà atteint plus de 74 000 membres le 24 septembre 2019, et le nombre explose à 510 000 membres le 30 septembre 2019,,. Le 4 octobre 2019, le groupe comptait plus de 540 000 membres. Depuis le changement de la confidentialité du groupe de public à privé, la croissance des nouveaux inscrits s’est ralentie de manière significative : 550 877 membres au 13 mars 2020.
Une page Facebook liée à ce groupe a été créée le 25 septembre 2019. Au 13 mars 2020, cette page affichait 3 821 abonnés et 3 385 mentions like[réf. souhaitée].

## Convictions
Dans une interview du 5 octobre 2019, l'initiateur du groupe a remis en question le consensus scientifique selon lequel le changement climatique actuel est dû aux activités humaines. Christopher Grau a précisé qu'il se distancie des positions de droite. Il met les causes du changement climatique en perspective : « Il existe des mesures dans le domaine de la recherche qui excluent complètement une relation causale entre la température moyenne de la Terre et le CO2 », et contredit ainsi le consensus scientifique selon lequel le réchauffement climatique est causé par l'Homme.

## Modération du groupe
En raison du nombre élevé de publications et commentaires inacceptables, souvent mises en avant dans la presse, l'administration du groupe a modifié la confidentialité du groupe, passant de « public » à « privé ». Après cela, l'adhésion n'a plus été automatiquement acceptée, ce qui a considérablement ralenti la croissance des nouveaux inscrits dans le groupe. Cependant, il n'a pas non plus été possible de supprimer rapidement les messages indésirables par la suite. Par conséquent, le 25 septembre, le groupe est passé au statut « archivé » afin que seuls les administrateurs puissent y accéder,. Après la suppression des publications et commentaires ainsi que d'autres modifications internes, le groupe a été de nouveau ouvert, mais reste cependant « privé » afin de pouvoir filtrer les nouveaux membres.
Au cours de la fermeture du groupe original, d'autres groupes Facebook liés à Fridays for Hubraum avec un nom similaire ont été créés.

## Réception et réaction du public
Fridays for Hubraum a été initialement signalé principalement dans le contexte où les membres du groupe ont montré de "bonnes idées" et ont écrit des commentaires haineux, en particulier à propos de l'activiste suédoise pour le climat Greta Thunberg, qui allait des insultes aux appels à la violence, comme des menaces de viols et de mort à son encontre,,,,. Christopher Grau a pris ses distances : « S'il-vous-plaît ne canalisez pas votre colère sur une fille de 16 ans, à quoi ça rime ? Harceler comme cela est inacceptable !! ». Toutefois, il ne s'agirait que d'une minorité de membres. Les administrateurs et les modérateurs ont activement agi contre ces commentaires,.
Dès la création du groupe Facebook, le groupe parlementaire de l'Alternative für Deutschland (AfD) du Landtag de Saxe et d'autres personnalités politiques de l'AfD l'ont mis en avant,. Les membres de l'AfD ont également diffusé des annonces payantes pour eux. Le 4 octobre 2019, la direction de l'AfD a annoncé qu'elle soutiendrait le groupe Facebook privé Fridays for Hubraum.